# Hilarimorpha lantha
Hilarimorpha lantha är en tvåvingeart som beskrevs av Webb 1974. Hilarimorpha lantha ingår i släktet Hilarimorpha och familjen Hilarimorphidae.
Artens utbredningsområde är Illinois. Inga underarter finns listade i Catalogue of Life.